# كمال كمال
كمال كمال (مواليد سنة 1961) هو مخرج أفلام وكاتب سيناريو مغربي، درس الأدب الفرنسي بجامعة محمد الأول، ثم التحق بالمعهد الحر للسينما الفرنسية، وأخرج العديد من الأفلام، منها طيف نزار، والسمفونية المغربية.
صاحب فكرة مشروع إطلاق الحملة الوطنية للثقافة بالمغرب.

## أعماله

### أفلام
- 2002: طيف نزار
- 2004: سيد الغابة
- 2005: السمفونية المغربية
- 2009: الركراكية
- 2009: الصالحة
- 2013: الصوت الخفي
- 2018: نذيرا

### مسلسلات
- 2005: عائلة محترمة جدا
- 2012: الحياني

## وصلات خارجية
- كمال كمال على موقع IMDb (الإنجليزية)
- كمال كمال على موقع ألو سيني (الفرنسية)
- كمال كمال على موقع قاعدة بيانات الفيلم (الإنجليزية)